# Walter von Kielpinski
Paul Walter von Kielpinski (* 29. April 1909 in Chemnitz; † 14. Oktober 1946 in Berlin, Philologe) war ein deutscher SS-Obersturmbannführer, Mitglied der Einsatzgruppe IV in Polen und Leiter des Referates III C 4 des Reichssicherheitshauptamtes.

## Leben
Paul Walter wurde am 29. April 1909 in Chemnitz als ältester Sohn des Schriftsetzers und Büroangestellten Paul Julian von Kielpinski und Helene Gertrud Lentzsch geboren. Seine schulische Ausbildung erhielt er an der Volksschule zu Chemnitz-Bernsdorf und der 1. Höheren Knabenschule. 1929 absolvierte er die Reifeprüfung. Die Zeit bis zum Studium verbrachte er mit Hilfsarbeiten am ehemaligen Postamt 4 in Chemnitz.

## Studium
Walter von Kielpinski studierte von 1929 bis 1934 in Halle, Berlin und Leipzig Germanistik und neuere Sprachen. Schon während seines Studiums engagierte Kielpinski sich politisch für den Nationalsozialismus. So arbeitete er für die „Chemnitzer Tageszeitung“, das örtliche Blatt der NSDAP, und war als Dozent an der Fichte-Hochschule Leipzig für ein Semester im Sinne der nationalsozialistischen Weltanschauung tätig.

## Beim Kampfverband der SA
Nach der „Machtergreifung“ trat Kielpinski im Juni 1933 zunächst in die SA ein. Im Februar 1934 wurde er mit der Führung einer SA-Schar beauftragt und zum SA-Sturmmann befördert.

## Beim Sicherheitsdienst der SS
Ab 1. Juli 1934 wurde er vom Sicherheitsdienst der SS (SD) herangezogen (SS-Nummer 107.278), wo er zunächst ehrenamtlich in der Schrifttumsstelle, die ihren vorläufigen Sitz in der Deutschen Bücherei in Leipzig hatte (s. Wilhelm Spengler), beschäftigt und zum SS-Unterscharführer befördert wurde.
Im Dezember 1934 legte Kielpinski sein Staatsexamen ab und wurde hauptamtlicher Leiter des Referates II 22 (Presse und Schrifttum) in der von SS-Untersturmführer Dr. Franz Six geleiteten Abteilung II/2 (Lebensgebietsmäßige Auswertung) des SD-Hauptamtes. Am 9. November 1935 wurde er zum SS-Scharführer befördert. 1936 wurde das Referat mit der Organisationsbezeichnung II 224 versehen. Anlässlich des Reichsparteitags 1936 erfolgte die nächsthöhere Beförderung zum SS-Oberscharführer.
Am 24. Juni 1938 beantragte Kielpinski die Aufnahme in die NSDAP und wurde rückwirkend zum 1. Mai 1937 aufgenommen (Mitgliedsnummer 4.583.160). 1937 veröffentlichte Kielpinski einen Aufsatz mit dem Titel „Eindringen des Katholizismus in Literatur und Wissenschaft“ in der von Ernst Krieck, dem führenden Interpreten einer nationalsozialistischen Pädagogik und von 1937 an Rektor der Universität Heidelberg, herausgegebenen Zeitschrift „Volk im Werden“. Am 9. November 1937 wurde Kielpinski zum SS-Untersturmführer und damit in den Offiziersrang, am 30. Januar 1939 zum SS-Hauptsturmführer befördert.

## Im Reichssicherheitshauptamt
Nach Gründung des Reichssicherheitshauptamtes (RSHA) am 27. September 1939 und der damit verbundenen Zusammenfassung von Sicherheitspolizei (Sipo = Kripo und Gestapo) und SD unter der Führung von Reinhard Heydrich, wurde das Referat mit der Nummer 4 dem Amt III C (Kultur) des RSHA, Leiter Wilhelm Spengler, unterstellt. Kielpinski wurde gleichzeitig zum Vertreter Spenglers bestellt.

## Bei den Einsatzgruppen
Im März 1938 war Kielpinski beim Anschluss Österreichs als Mitglied der besonderen polizeilichen Einsatzgruppe der Sipo und Orpo (Ordnungspolizei) an der Sicherstellung und Beschlagnahmung wichtigen politischen Materials beteiligt. Die gleichen Aufgaben nahm er bei der Annexion des Sudetenlandes im Herbst 1938 und der Errichtung des Protektorats Böhmen und Mähren im März 1939 wahr. Beim Überfall auf Polen gehörte Kielpinski dem Stab der von Lothar Beutel geführten Einsatzgruppe IV an. Anschließend wurde er in der SD-Abteilung (Leiter Erich Ehrlinger) beim Kommandeur der Sicherheitspolizei und des SD in Warschau verwendet.

## Leiter des Referates III C 4 des RSHA
Im Juni 1940 übernahm er nach seiner Rückkehr aus Polen wieder das Referat III C 4 des RSHA. Am 28. Mai 1941 nahm Kielpinski als RSHA-Vertreter an der Gründungssitzung der „Deutschen Gesellschaft für Dokumentation“ (DGD) in Berlin teil. Deren Aufgabe und Ziel bestand neben der umfassenden Bestandsaufnahme des aktuellen Standes der geistes- und naturwissenschaftlichen sowie technischen Disziplinen des In- und Auslandes vor allem auch darin, Fachinformationen zu beschaffen, zu erschließen und zentral für die deutsche Wissenschaft und Wirtschaft zur Verfügung zu stellen. Die DGD änderte ihren Namen 1998 in „Deutsche Gesellschaft für Informationswissenschaft und Informationspraxis e.V.“. Kielpinski forderte am 20. Dezember 1941, dass die Deutschen endlich, ihnen seiner Meinung nach zustehende, Vorsitzende-Posten in der Internationalen Gesellschaft für Dokumentation sowie im Internationalen Verband der Bibliothekare, aufgrund der derzeitigen Machtposition des Reiches, besetzen müssen.
Kielpinski war auch Teilnehmer einer Tagung der Abwehrdienststellenleiter der Stapostellen (Staatspolizei) und der SD-Abschnittsführer am 18. Mai 1942 in Prag, die eine bessere Koordinierung der verschiedenen Aufgabenträger zum Ziele hatte und mit einem deutlichen Kompetenzzuwachs des RSHA gegenüber der militärischen Abwehr endete.
Kielpinski war zusammen mit Himmler, Rudolf Brandt, Gottlob Berger, Mohammed Amin al-Husseini, Otto Ohlendorf u. a. mit der im Herbst 1943 diskutierten Frage befasst, ob Hitler als Vorläufer eines bald kommenden neuen Propheten im Sinne des Koran zu propagieren ist; die entsprechenden Flugblätter in arabischen Sprachen wurden in hohen Auflagen gedruckt.
Seit dem 30. Januar 1941 bekleidete Kielpinski den Rang eines SS-Sturmbannführer. Am 30. Januar 1944 wurde er zum SS-Obersturmbannführer ernannt, nachdem er bereits zweimal erfolglos zur Beförderung vorgeschlagen wurde (30. Januar bzw. 21. Juni 1943); Kielpinski hatte bis dato keinen Fronteinsatz vorzuweisen. Das von ihm geleitete Referat III C 4 des RSHA wurde 1944 durch das Aufgabengebiet „Einzelauswertung“ erweitert. In seinen Zuständigkeitsbereich fiel somit auch die Auswertung der von der Gestapo erstellten Verhörprotokolle der Hitlerattentäter vom 20. Juli 1944. Die wesentlichen Fakten und Erkenntnisse dieser Verhöre fasste Kielpinski in Berichten für den Reichsleiter Martin Bormann zusammen. Diese Berichte speisten sich aus einer Vielzahl von Ermittlungen, die elf Sondergruppen des RSHA mit etwa 400 Mitarbeitern durchführten. In einer für Hitler bestimmten Zusammenfassung über die führenden Personen des Widerstandes lieferte Kielpinski eine Begründung: ihr eigentlicher Grund, den Nationalsozialismus abzulehnen, und damit für ihren anschließenden Hochverrat, ist letztendlich ein liberales Denken, nachdem Juden grundsätzlich die gleiche Stellung zukommt wie jedem (sc. anderen) Deutschen. Kielpinski war zuletzt bei der Nachrichtenabteilung Armeegruppe Ferdinand Schörner tätig.

## Nachkriegszeit
Nach dem Krieg tauchte Kielpinski zunächst unter und lebte bis 1946 in Reinsdorf, dort betrieb er eine Obstplantage. Am 7. Juli 1946 erfolgte die Festnahme und die Inhaftierung im NKWD-Gefängnis Kleine Alexanderstraße, Berlin. Kurze Zeit später wurde er in das Spezialgefängnis Nr. 6 Berlin-Lichtenberg verlegt und am 19. August 1946 vom sowjetischen Militärtribunal der Garnison Berlin zum Tode verurteilt. In der Urteilsbegründung hieß es: „er habe aktiv die Realisierung des Aggressionskrieges gegen freiheitsliebende Völker befördert“. Kielpinski wurde am 14. Oktober 1946 hingerichtet.

## Belege
1. ↑  Walter von Kielpinski: Handschriftlicher Lebenslauf.Anlage zum Fragebogen zur Erlangung der Verlobungsgenehmigung.
2. ↑  Lebenslauf als Anlage zum Fragebogen zur Erlangung der Verlobungsgenehmigung (Blatt Nr. 26152).
3. ↑  Nach Kielpinskis eigenen Angaben im handschriftlichen Lebenslauf. Wie vor.
4. ↑  Bundesarchiv R 9361-IX KARTEI/20040042
5. 1 2 3  Klaus-Dieter Muller, Thomas Schaarschmidt, Mike Schmeitzner, Andreas Weigelt: Todesurteile sowjetischer Militärtribunale gegen Deutsche (1944-1947): Eine historisch-biographische Studie. Vandenhoeck & Ruprecht, 2015, ISBN 978-3-525-36968-5, S. 329f. online.
6. ↑  siehe Weblinks, Gerd Simon
7. ↑  Der Vorgang hieß: "Betreff: Koranstellen, die sich auf den Führer beziehen sollen." In: Jeffrey Herf: Nazi propaganda for the Arab world. Yale UP, New Haven 2009, ISBN 978-0-300-14579-3, S. 199 & Anm.
8. ↑  Chef des Reichssicherheitshauptamtes: Beförderungsempfehlung für Walter von Kielpinski. Auszug aus der Personalakte.

| Personendaten    | Personendaten |
| ---------------- | --- |
| NAME             | Kielpinski, Walter von |
| KURZBESCHREIBUNG | deutscher SS-Obersturmbannführer, Mitglied der Einsatzgruppe IV in Polen und Leiter des Referates III C 4 des Reichssicherheitshauptamtes |
| GEBURTSDATUM     | 29. April 1909 |
| GEBURTSORT       | Chemnitz |
| STERBEDATUM      | 14. Oktober 1946 |
| STERBEORT        | Berlin |